# همه چاقوهای قدیمی
همه چاقوهای قدیمی (به انگلیسی: All the Old Knives) یک فیلم دلهره‌آور جاسوسی آمریکایی محصول سال ۲۰۲۲ به کارگردانی ینوس متز پیدرسن و نویسندگی الن اشتاینهاور است. این فیلم بر اساس رمانی به همین نام اثر اشتاینهاور در سال ۲۰۱۵ ساخته شده است. در این فیلم کریس پاین، تندی نیوتون، لارنس فیشبرن، جاناتان پرایس و دیوید داوسون به ایفای نقش پرداخته‌اند.
همه چاقوهای قدیمی در ۸ آوریل ۲۰۲۲ توسط آمازون استودیوز در سینماهای محدود در سراسر ایالات متحده و به صورت دیجیتالی از طریق پرایم ویدئو منتشر شد.

## داستان
عاشقان سابق و جاسوس‌ها هنری و سلیا هنگام صرف شام با هم ملاقات می‌کنند تا خاطرات زندگی مشترک خود را در ایستگاه وین بخاطر بسپارند. این گفتگو به هواپیماربای هواپیمای سلطنتی پرواز ۱۲۷ سلطنتی اردن منتهی می‌شود که با مرگ همه سرنشینان به پایان رسید. این شکست تا به امروز سیا را تحت تعقیب خود قرار داده و هنری در پی بستن کتاب مربوط به آن فصل تحقیرآمیز است. در یک شام مجلل مشخص می‌شود که یکی از آنها قرار نیست بعد از وعده غذایی زنده بماند.

## بازیگران
- کریس پاین در نقش هنری پلهام
- تندی نیوتون در نقش سلیا هریسون
- جاناتان پرایس
- لارنس فیشبرن
- گالا گوردون
- کوری جانسون
- کالین استینتون[۱][۲]

## فیلمبرداری
فیلمبرداری در دسامبر سال ۲۰۲۰ در لندن آغاز شده است. فیلمبرداری در ماه فوریه در لندن به پایان رسید و در ماه مارس به کالیفرنیا منتقل می‌شود. کارگردان فاش کرد که فیلمبرداری اصلی در اواسط ماه مارس به پایان رسیده است.